# 경상남도동물위생시험소
경상남도동물위생시험소(慶尙南道動物衛生試驗所)는 경상남도의 축산 기술 보급·가축 질병 방역·수의공중보건에 관한 검사·검진·시험·연구와 양단에 관한 연구, 우량 축종 생산, 축산 기술 보급, 양축 농가 소득 증대와 관한 사무를 관장하기 위하여 경상남도청 산하에 설치된 사업소이다.
시험소장은 지방기술서기관, 지방농업연구관 또는 지방수의연구관으로 보한다.

## 연혁
- 1953년 4월 2일: 경상남도가축위생시험소 설치
- 1962년 5월 8일: 경상남도가축보건소로 변경
- 1981년 9월 18일: 경상남도가축위생시험소로 변경
- 1996년 9월 19일: 경상남도축산진흥연구소로 변경
- 2001년 8월 9일: 경상남도첨단양돈연구소 분리
- 2007년 7월 1일: 경상남도첨단양돈연구소 흡수
- 2017년 11월 2일: 경상남도동물위생시험소로 변경

## 조직
소장
- 가축방역과
- 질병진단과
- 축산물위생과
- 축산시험장

### 산하 기관
- 중부지소
- 북부지소
- 남부지소
- 동부지소